# José Barreto Castelino Cota Falcão
José Barreto Castelino Cotta Falcão ou Barreto Cota Castelino ComC (Alter do Chão, Alter do Chão, 10 de Junho de 1793/4 - 23 de Abril de 1844), 1.º Barão de Brissos, foi um empresário agrícola, militar e político português.

## Família
Filho de António Barreto Homem de Brito Cardoso ou Barreto de Brito Homem Cardoso ou Barreto de Brito Homem (Alter do Chão, Alter do Chão, 13 de Junho de 1738 - Alter do Chão, Alter do Chão, 6 de Agosto de 1794), Capitão-Mor de Alter do Chão, e de sua mulher (1789) Maria do Carmo Castelino Cota Falcão ou Cota Castelino (Torres Novas - ?).

## Biografia
Foi Senhor de vários Vínculos no Alentejo, Fidalgo da Casa Real, Comendador da Ordem Militar de Cristo, Par do Reino e Coronel de Milícias de Portalegre.
A 17 de Fevereiro de 1825 teve Provisão para tutor de sua enteada.
O título de 1.º Barão de Brissos foi-lhe concedido, em sua vida, por Decreto de D. Maria II de Portugal de 25 de Outubro de 1843.

## Casamento
Casou a 15 de Janeiro de 1825 com a Baronesa D. Ana-Luísa Caldeira de Castel-Branco Xavier Limpo Vieira ou Caldeira de Castel-Branco Bocarro Limpo (17 de Agosto de 1801 - Alter do Chão, Alter do Chão, 21 de Setembro de 1882), filha de Pedro Celestino Caldeira de Castel-Branco (Portalegre, Sé, bap. 6 de Fevereiro de 1757 - Portalegre, 1820) e de sua mulher (Portalegre, Sé, 14 de Novembro de 1784) D. Maria Ana Xavier Ravasco Limpo de Sequeira de Abreu Caldeira Bocarro ou Ravasco Limpo Caldeira de Abreu Bocarro (? - Portalegre), Herdeira da Casa dos de Abreu Caldeira, do Crato, e viúva de Joaquim António da Fonseca ou António Joaquim de Carvalho da Fonseca e Vasconcelos (Portalegre, São Lourenço - 1823), Capitão-Mor de Portalegre e Senhor da Herdade do Desvario, etc., filho de Joaquim António da Fonseca e de sua mulher Teresa Joaquina Antónia de Carvalho e Vasconcelos (casados em Portalegre, Sé, 26 de Maio de 1816, e pais de D. Teresa de Carvalho Caldeira de Castel-Branco, solteira e sem geração), sem geração, a qual casou terceira vez com o 2.º Barão de Brissos.